# Реддик, Пол
Пол Реддик (англ. Paul Reddick; 1 июня 197? года, Торонто, Онтарио, Канада) — канадский блюзовый певец, харпер,  автор песен. Номинант Blues Music Awards в номинации «Лучший дебют» (2002) . Лауреат премии Джуно в номинации «Блюзовый альбом года» (2017). Семикратный обладатель Maple Blues Awards в номинациях «Исполнитель электроблюза» (2001), «Автор песен года» (2001, 2005, 2008, 2010), «Запись года» (2001), «Исполнитель года» (2005)

## Биография
Пол Реддик родился в Лейкфилде, Онтарио (близ Питерборо) 1 июня в начале 1970-х. Начал осваивать губную гармонику с 12 лет. В 1987 году впервые записался в альбоме группы Paul James Band.  
На джеме в Торонто в 1991 году познакомился с гитаристом Кайлом Фергюсоном, с которым Реддик немедленно создал группу Paul Reddick & The Sidemen . Она регулярно выступала по воскресеньям в баре под названием The Silver Dollar, где им платили кувшином пива . Группа много гастролировала по Канаде, в 1992 году самостоятельно выпустив первый альбом. Второй альбом 1995 года, When The Sun Goes Down получил хорошую критику и в 1996 году был номинирован на премию Джуно в номинации «Лучший блюз/госпел альбом» (впоследствии Пол Реддик номинировался на Джуно также с альбомами Villanelle (2004) и Sugarbird (2009)). С того времени Реддик регулярно записывается как сольно, так и в составе The Sidemen. С альбомом Rattlebag 2001 года группа в 2002 году была номинирована на Blues Music Award в номинации «Лучший дебют». Реддик много гастролирует в Канаде, США и по всем миру, с 2010 года в Европе выступает часто вместе с итальянской группой The Gamblers, с которой записал в 2019 году концертный альбом Alive in Italia .
Последний сольный альбом музыканта Ride The One в 2017 году был удостоен премим Джуно. «Ride The One… представляет собой гипнотический одноаккордовый грув на протяжении всей записи. Ride The One — это дорожное путешествие по „прекрасному блюзовому ландшафту“, рожденное широким воображением Реддика и движимое вдохновенным написанием песен и глубоко искренними выступлениями . 
Живёт в Торонто.
«Пол Реддик создает свою собственную, захватывающую версию блюза уже более 25 лет, выводя эту форму искусства на новые рубежи своими поэтическими текстами, энергичным вокалом, мастерской игрой на губной гармошке и гипнотическими живыми выступлениями. Его „своенравный блеск“, как выразился влиятельный британский журнал Mojo, основанный на глубоком знании истории блюзовой музыки и питаемый поэтической восприимчивостью, делает Пола Реддика одной из самых популярных фигур и неофициальным поэтом-лауреатом канадской блюзовой и рутс музыкальной сцены» .
Сам Реддик описывает себя как «нетипичного исполнителя на блюзовой губной гармошке, часто использующего разрозненные ноты с большой задержкой, а также использующего сложные паттерны для построения интересных ритмов» .

## Дискография

### Соло
- 2004 Villanelle (Northern Blues)
- 2009 Sugarbird (Northern Blues)
- 2012 WishBone (Northern Blues)
- 2016 Ride The One (Stony Plain)

### Paul Reddick & The Sidemen
- 1992 The Sidemen (без лейбла)
- 1995 When The Sun Goes Down (Dark Light Music Ltd.)
- 1999 Dig In (Kingnote Records
- 2001 Rattlebag (Northern Blues Music)